# الازیغ
الازیغ (به کردی: Elezîz)، 
(به زازاکی: Xarpêt، خارپێت) و (به ترکی استانبولی: Elâzığ) از شهرهای ترکیه و مرکز استان الازیغ است.